# 革部
革部（）は、漢字を部首により分類したグループの一つ。
康熙字典214部首では177番目に置かれる（9画の2番目、戌集の11番目）。

## 概要
「革」字は毛を取り除いた獣皮である皮革を意味する。
その字形は剥ぎ取られた獣皮の形に象っており、上部は頭部、中央は展開した身体部分、下部は尾の部分の形である。引伸して革製品である甲冑や楽器（太鼓など。八音の一つ）を意味する。
また動詞としては改変すること、除去することを意味する。
偏旁の意符としては皮革や革製品に関することを示す。多くは左側の偏の位置に置かれ、左右構造を作る。また下の脚の位置に置かれ、上下構造を作ることもある。
革部は上記のような意符を構成要素に持つ漢字を収める。

## 部首の通称
- 日本：かわへん・つくりがわ・かくのかわ（ひのかわ（皮部）に対応した呼び方）
- 中国：革字旁・革字底
- 韓国：가죽혁부（gajuk hyeok bu、皮革の革部）
- 英米：Radical leather

## 部首字
革
- 中古音
  - 広韻 - 古核切、麦韻、入声
  - 詩韻 - 陌韻、入声
  - 三十六字母 - 見母
- 現代音
  - 普通話 - ピンイン：gé 注音：ㄍㄜˊ ウェード式：ko2
  - 広東語 - Jyutping:gaak3 イェール式:gaak3
- 日本語 - 音：カク（漢音・呉音） 訓：かわ・あらためる
- 朝鮮語 - 音：혁(hyeok) 訓：가죽（gajuk、皮革）・고칠（gochil、改める）

## 例字
- 革
  - 3:靫・靭、4:靴・靹、5:鞅・靼・鞆・靺・鞁・鞄、6:鞋・鞍・鞏・鞐、7:鞘、8:鞠・鞜、9:鞨・鞫・鞦・鞣・鞳・鞭、10:鞴、13:韃、15:韆

### 最大画数
29:𩎑